# Complex de santes i putes
En la literatura psicoanalítica, el complex de santes i putes (Madonna Whore complex, en anglès) és la incapacitat de mantenir l'excitació sexual dins d'una relació amorosa i compromesa. Identificat per primera vegada per Sigmund Freud, sota el terme impotència psíquica, aquest complex psicològic es desenvolupa en homes que només son capaços de classificar les dones en dues categories mútuament excloents: bé com a santes i immaculades (la Madonna, en referència a la Verge Maria) o bé com a persones degradades i vicioses (la puta). Els homes amb aquest complex només senten desig envers persones que consideren degradades mentre no poden desitjar la parella respectada i considerada virtuosa. Freud va escriure que: "Allà on aquests homes estimen no tenen cap desig i allà on desitgen, no poden estimar".